# قرماط
قُرْمَاط (الاسم العلمي: Curimatella)، جنس أسماك نهرية عديمة الأسنان تتبع فصيلة القرماطيات، مواطنها أمريكا الجنوبية. تشمل خمسة أنواع موصوفة:
- Curimatella alburna (يوهانس بيتر مولر & فرانز هيرمان تروشيل  [لغات أخرى]‏, 1844)
- Curimatella dorsalis (C. H. Eigenmann & روزا سميث إيجينمان, 1889)
- Curimatella immaculata (Fernández-Yépez, 1948)
- Curimatella lepidura (C. H. Eigenmann & R. S. Eigenmann, 1889)
- Curimatella meyeri (Steindachner, 1882)